# Престъпност в Бразилия
Престъпността в Бразилия е сериозен проблем на обществото. Сред причините за нея са огромните разлики в социалното положение на хората в страната и големият брой оръжия - около 16 милиона оръжейни единици, от които 14 милиона в ръцете на цивилни.
От 1971 до 2011 г. в страната жертви на убийства са станали почти 1,1 млн. души. През 2010 г. са извършени приблизително 50 хил. убийства. 35 233 от жертвите са застреляни. 
От 2004 г. започват кампании за обезоръжаване, които водят до намаляване на убийствата, както и за борба с наркомафията. Вследствие на това в метрополните региони Рио де Жанейро и Сао Пауло намалява броят на тежките престъпления, но престъпността в северните градове Салвадор и Белен се увеличава много.
Въпреки високата престъпност през 2005 г. избирателите гласуват против забрана на личното притежание на оръжие.